# Andries Buijs
Andries Pieter Buijs (Katwijk aan Zee, 3 april 1925 – Emmeloord, 16 november 2014) was een Nederlandse burgemeester namens de ARP en later diens opvolger het CDA.
In 1964 kwam hij voor de 'Protestants Christelijke Groepering' (lokale samenwerking van de ARP en CHU) in de gemeenteraad van Zaandam waar hij ook meteen wethouder werd. Daarna was Buijs van 1974 tot 1 april 1989 burgemeester van Urk. Na zijn pensionering bleef hij in de gemeente wonen.
Andries Buijs overleed eind 2014 op 89-jarige leeftijd.